# Black Bowl 2016
Il Black Bowl 2016 è stato la 2ª edizione dell'omonimo torneo di football americano.

## Squadre partecipanti
| Club                  | Città   | Stadio | Sponsor ufficiale |
| --------------------- | ------- | ------ | ----------------- |
| Bryansk Robbers       | Brjansk |        |                   |
| Lipetsk 48ers         | Lipeck  |        |                   |
| Orel Eagles           | Orël    |        |                   |
| Voronezh Mighty Ducks | Voronež |        |                   |

## Stagione regolare

### Calendario

#### 1ª giornata
| Orël 21 maggio 2016 | Orel Eagles | 8 – 32 (0-8 0-8 0-8 8-8) referto | Lipetsk 48ers |  |

#### 2ª giornata
| Voronež 29 maggio 2016 | Voronezh Mighty Ducks | 28 – 0 (30-0 6-0 16-0 6-0) referto | Bryansk Robbers |  |

#### 3ª giornata
| Brjansk 5 giugno 2016 | Bryansk Robbers | 0 – 61 (0-20 0-16 0-12 0-13) referto | Lipetsk 48ers |  |

#### 4ª giornata
| Voronež 12 giugno 2016 | Voronezh Mighty Ducks | 48 – 8 (10-8 14-0 24-0 0-0) referto | Orel Eagles |  |

#### 5ª giornata
| Lipeck 19 giugno 2016 | Lipetsk 48ers | 24 – 20 (6-14 10-6 0-0 8-0) referto | Voronezh Mighty Ducks |  |

#### 6ª giornata
| Orël 26 giugno 2016 | Orel Eagles | 24 – 6 (6-0 2-0 0-0 16-6) referto | Bryansk Robbers |  |

#### 7ª giornata
| Lipeck 11 settembre 2016 | Lipetsk 48ers | 30 – 11 (16-8 8-3 0-0 6-0) referto | Bryansk Robbers |  |

#### 8ª giornata
| Orël 25 settembre 2016 | Orel Eagles | 0 – 34 (0-8 0-0 0-14 0-12) referto | Voronezh Mighty Ducks |  |

#### 9ª giornata
| Voronež 2 ottobre 2016 | Voronezh Mighty Ducks | 22 – 28 (14-0 0-28 0-0 8-0) referto | Lipetsk 48ers |  |

#### 10ª giornata
| Brjansk 9 ottobre 2016 | Bryansk Robbers | 12 – 14 (6-0 0-14 6-0 0-0) referto | Orel Eagles |  |

#### 11ª giornata
| Lipeck 16 ottobre 2016 | Lipetsk 48ers | 34 – 6 (8-0 0-0 16-0 10-6) referto | Orel Eagles |  |

#### 12ª giornata
| Brjansk 23 ottobre 2016 | Bryansk Robbers | 0 – 20 (0-0 0-8 0-6 0-6) referto | Voronezh Mighty Ducks |  |

### Classifica
La classifica della regular season è la seguente.
- PCT = percentuale di vittorie, G = partite giocate, V = partite vinte,  P = partite perse, PF = punti fatti, PS = punti subiti

| Pos. | Squadra               | PCT   | G | V | N | P | PF  | PS  |
| ---- | --------------------- | ----- | - | - | - | - | --- | --- |
| 1    | Lipetsk 48ers         | 1.000 | 6 | 6 | 0 | 0 | 209 | 67  |
| 2    | Voronezh Mighty Ducks | .667  | 6 | 4 | 0 | 2 | 202 | 60  |
| 3    | Orel Eagles           | .333  | 6 | 2 | 0 | 4 | 60  | 166 |
| 4    | Bryansk Robbers       | .000  | 6 | 0 | 0 | 6 | 29  | 207 |

## II Finale Black Bowl
| Lipeck 29 ottobre 2016 | Lipetsk 48ers | 14 – 20 (0-14 8-0 0-0 6-6) referto | Voronezh Mighty Ducks |  |

## Verdetti
- Voronezh Mighty Ducks Vincitori del Black Bowl 2016